# Ankylopteryx exquisita
Ankylopteryx exquisita är en insektsart som först beskrevs av Nakahara 1955.  Ankylopteryx exquisita ingår i släktet Ankylopteryx och familjen guldögonsländor. Inga underarter finns listade i Catalogue of Life.